# Việt Nam tại Đại hội Thể thao Thế giới 2017
Việt Nam đã tham dự Đại hội Thể thao Thế giới 2017 được tổ chức tại Wrocław, Ba Lan.

## Vận động viên đoạt huy chương
| Huy Chương | Tên        | Môn       | Nội dung |
| ---------- | ---------- | --------- | -------- |
| Vàng       | Bùi Yến Ly | Muay Thai | 51 kg Nữ |